# Antabamba (provincie)
Antabamba is een provincie in de regio Apurímac in Peru. De provincie heeft een oppervlakte van 3.219 km² en heeft 13.397 inwoners (2015). De hoofdplaats van de provincie is het district Antabamba.
De provincie grenst in het noorden aan de provincie Grau, in het oosten aan de provincie Cotabambas en de regio Cuzco, in het zuiden aan de regio Arequipa en in het westen aan de provincie Aymaraes.

## Bestuurlijke indeling
De provincie is onderverdeeld in zeven districten, UBIGEO tussen haakjes:
- (030301) Antabamba, hoofdplaats van de provincie
- (030302) El Oro
- (030303) Huaquirca
- (030304) Juan Espinoza Medrano
- (030305) Oropesa
- (030306) Pachaconas
- (030307) Sabaino

Abancay · Andahuaylas · Antabamba · Aymaraes · Chincheros · Cotabambas · Grau